# مربح
مربح روستاایست نیمه کوهستانی از توابع امارت فجیره از امارات هفتگانه دولت امارات متحده عربی و در شمال شرقی دولت امارات واقع شده‌است.
این روستا در فاصلهٔ ۶ کیلومتری شهر الفجیره و در روی تپه‌ای و در کنار جادهٔ ارتباطی فجیره به خور فکان و در پایهٔ سلسله کوه‌های سربفلک کشیده کوه حجر واقع شده‌است.

## جمعیت
جمعیت روستا در حدود ۹۰ نفر (۲۷ خانوار) می‌باشند که از اهل سنت و مالکی مذهب هستند،